# Ніклас Луман
Ніклас Луманн (1927—1998) — німецький соціолог.
Поділяв наукові погляди нейробіологів Франциска Варели і Умберто Матурани на природу живих і соціальних систем, в своїх роботах застосовував біологічну концепцію «аутопоезису» (autopoiesis).

## Концепція суспільства Лумана
Суспільство, як всеосяжна соціальна система, конституюється розрізненням себе від навколишнього світу, до якого відносяться системи свідомості (індивіди), система мозку і фізичні системи. Відмежувавши себе від навколишнього світу, суспільство здатне оперувати у замкнутий спосіб і, оскільки, єдиною достовірно-соціальною операцією виступає комунікація, то оперативна замкнутість виражається в тому, що одна комунікація під'єднується до іншої комунікації. Сенс є медіум, за допомогою якого відбувається таке під'єднання. Проте, саме суспільство неоднорідне і диференціюється на ряд підсистем, таких як: функціональні підсистеми (масмедіа, політика, наука та інше), системи інтеракцій лицем-до-лиця, а також системи організацій. Кожна функціональна підсистема відособляється через кодування комунікацій: через так-редакції і ні-редакції, закладені в сенсі. Так, кожна функціональна підсистема прагне включити комунікації, специфічні тільки для себе, але, одночасно з цим, виключити комунікації іншого роду. Наука, наприклад, існує завдяки коду істина/хибність, тому в ній будь-яке дійсне твердження може під'єднуватися виключно до іншого дійсного твердження. Комунікація сама по собі є триєдністю інформації, повідомлення і розуміння (усвідомлення розрізнення між інформацією і повідомленням). Н. Луман пропонує радикальне переосмислення базових пізнавальних засад на які традиційно спиралася соціологія від класичного періоду власного розвитку. Теоретик вважає недоцільним будувати теорію навколо «дій» людей і навколо проблеми соціального суб'єкта, оскільки суспільство — це, насамперед, система комунікацій. Причому, комунікації є зовнішніми по відношенню до системи свідомості, а тому не можуть бути зведеними до її виявів. Процес комунікації є процесом смислотворення, який реалізує себе в «актуальному тепер» (принцип запозичений із феноменології) й водночас окреслює потенційні варіанти розгортання. Роблячи виразний акцент на комунікацію як базову операцію соціальної системи, Н. Луман обмежує раціональність статусом «фактору». Ідеї Н. Лумана, окрім іншого, підготували ґрунт для переосмислення класичної концепції раціональності. Він також із застерженням ставиться до виявлення причинно-наслідкових зв'язків, оперуючи поняттям «подвійної контингенції» — де наслідок ситуативно формується в залежності від реалізації комунікації — тобто, це не передбачає наперед заданої траєкторії.
Луман написав 77 книг і приблизно 250 статей з теорії суспільних (соціальних) систем і соціальної кібернетики.